# 坎努斯

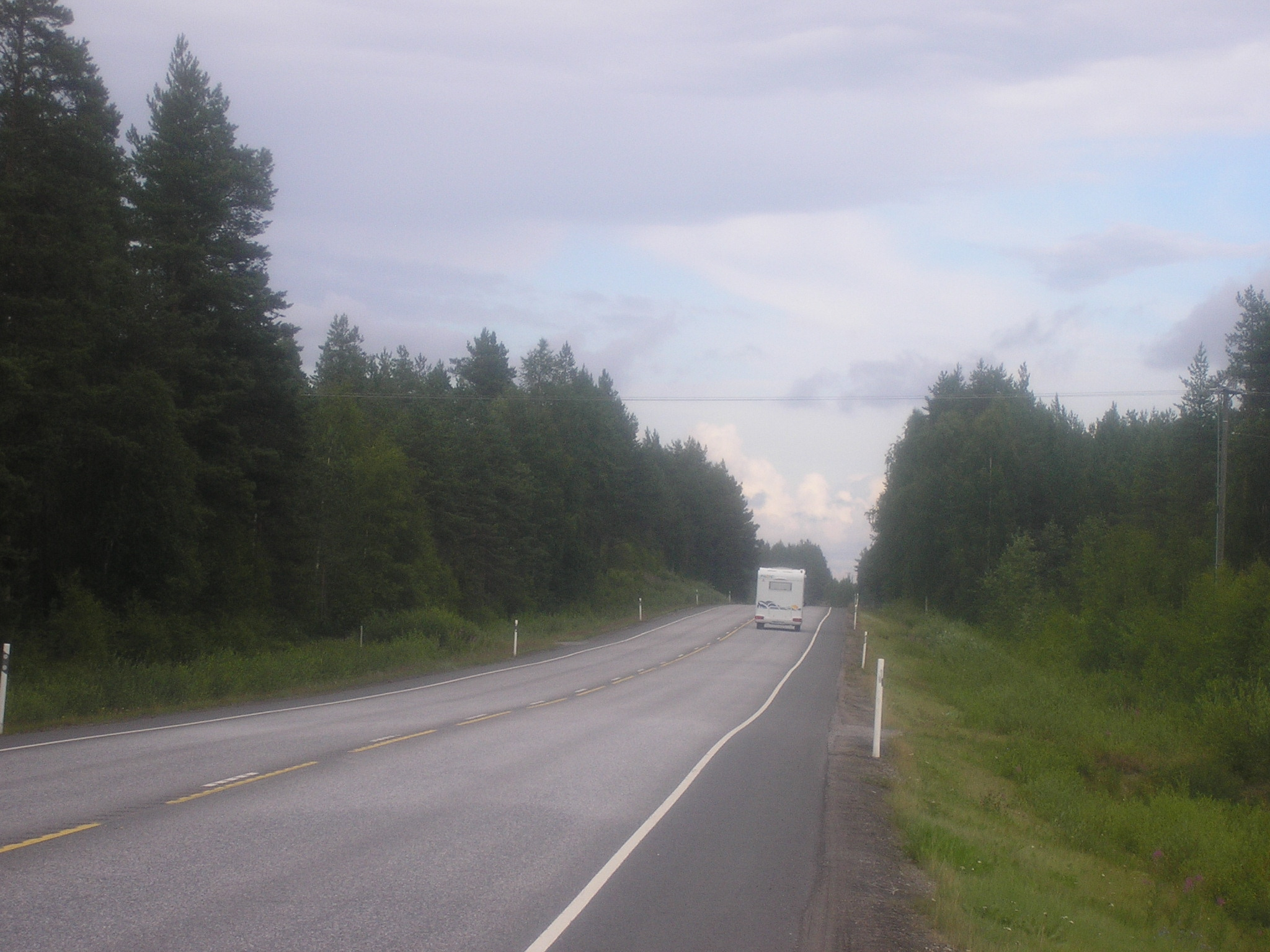

坎努斯（芬兰语：Kannus）是芬蘭的城鎮，位於該國西部，距離上維耶斯卡38公里，由中博滕區負責管轄，面積470.65平方公里，2012年人口5,706，其中約99%居民的母語是芬蘭語。

## 外部連結
- Town of Kannus – official website